# Стефанія Константіні
Стефанія Константіні (15 квітня 1999 , П'єве-ді-Кадоре, Венето ) — італійська керлінгістка, олімпійська чемпіонка 2022 року в парі з Амосом Мозанер, призерка чемпіонату Європи.